# Dennis Saikkonen
Dennis Saikkonen, född 27 november 1992, är en svensk-finsk-schweizisk ishockeymålvakt som sedan 2013 tillhör JYP Jyväskylä Finland. 2010 valdes han som 83:e spelaren totalt i andra rundan i CHL Import Draft 2010  av Brampton Battalion, OHL.

## Hockeykarriär

### Tidigt liv
Dennis Saikkonen växte upp i Bern i Schweiz. Han började spela ishockey vid 6 års ålder, samtidigt som han höll på med friidrott och hastighetsåkning på inline, där han blev 6-faldig schweizisk mästare  på bana och deltog i flera EM innan han helt övergick till ishockey. Saikkonen började spela ishockey i Bern 1996, först som anfallare och målvakt, vilket han fortsatte med till 12-årsåldern för att därefter spela  helt som målvakt. Vid 10 års ålder övergick han till SC Berns Hockey Academy. Saikkonen anses vara en lovande målvaktstalang som är mentalt stark och har haft en bra målvaktscoaching under sin karriär enligt den kanadensiska "Scouting Journal".
Saikkonen jobbade upp sig till förste målvakt i SC Berns juniorlag och vann Schweizermästartiteln  2008–2009 genom att vinna den avgörande sista playoffmatchen mot Kloten Flyers med 2-0.

### Spelarkarriär
Saikkonen spelade juniorhockey i SC Bern fram till 2010. Han blev den första målvakten i SC Berns historia att ha blivit CHL Import-draftad och 5:e totalt genom tiderna av schweiziska målvakter  . Efter CHL-draften sommaren 2010 flyttade han till Kanada för att spela med Brampton Battalion i Ontario Hockey League (OHL), som anses vara en av världens bästa juniorligor. Saikkonen gjorde sin OHL-debut den 30 september 2010 inför 3998 åskådare på bortaplan i Erie med att vinna mot Erie Otters 9-3. Saikkonen spelade 13 matcher i för Brampton.
Efter en trög höstsäsong 2010 för Brampton Battalion, med både unga backar och målvakter skulle Saikkonen, tillsammans med andremålvakten Jacob Riley och backen Kyle Pereira tradas, men det visade sig att klubben inte hade ett så kallat Import Player kontrakt för Saikkonen, som är föreskrivet för CHL:s importspelare, och traden kunde inte genomföras. Därmed blev Saikkonen tvungen att återvända till Europa. Året därpå skulle Saikkonen återvända till Kanada, men denna gång släppte inte hans moderklubb SC Bern honom eftersom han hade ett gällande juniorkontrakt med dem.  
Saikkonen har tränats i SC Bern bland annat av John Van Boxmeer (tidigare i Montreal Canadiens), Larry Huras (tidigare i New York Rangers) och senast 2011–2012 av Antti Törmänen (tidigare i Ottawa Senators). Målvaktsmässigt har han utbildat sig mycket utomlands, främst i Sverige, Finland, USA och Kanada och har tränats av bland annat Sean Burke (tidigare i New Jersey Devils), Pecka Alcén  , Brynäs IF, Stefan Ladhe   (Sveriges U-20), Erik Granqvist, Färjestad BK och Andy Moog, Dallas Stars 2012–2013.
Saikkonen gjorde sin proffsdebut i NLB den 2011 som 18-åring med att vinna mot La Chaux-de-Fonds 3:2 efter straffar . Saikkonen spelade 11 NLB-matcher under säsongen 2011–2012. Utöver proffsligan spelade Saikkonen 16 juniormatcher 2011–2012 med GAA på 1.48 och save 92% . Under säsongen 2012–2013 har Saikkonen spelat 12 NLB-matcher hos GCK Lions (farmarklubb till ZSC Lions) varit back-up i 9 spel med den regerande schweiziska mästaren ZSC Lions samt spelat två matcher för HC Thurgau.
Sedan 2013 spelar Saikkonen i JYP Jyväskylä. Med en imponerande säsong i JYP:s farmarteam JYP-Akatemia (Mestis Liga), 94,3% save, 1.81 GAA, övertygade Saikkonen moderklubben JYP och blev uppkallad i första laget inför playoff i februari 2014. Saikkonen gjorde sin Liigadebut i den högsta finska ligan 2014 på spektakulärt sätt. Han blev inbytt i playoffs game 7, i andra perioden när det stod 4-3 i matchen SaiPa - JYP. SaiPa vann spelet med 6-4 (sista målet empty net). Saikkonen parerade 10 skott och hade en save % på 90.9.

### Landslagskarriär
Saikkonen har spelat i Schweiz juniorlandslag sedan har var 16 år. Han har deltagit i 46 landskamper  och han representerade Schweiz i U-18 WM i Boboruisk i Vitryssland 2010 där Schweiz hamnade på en femte plats .
Saikkonen är inte berättigad att representera varken Sverige eller Finland, trots sitt medborgarskap, eftersom IIHF:s regler säger att spelaren bör ha spelat minst 2 år i det landets liga som man ämnar representera.

### Team awards
- Schweizisk juniormästare 2008–2009 med SC Bern [4].

### Statistik
| Grundserie | Grundserie      |
| Säsong     | Lag             |
| ---------- | --------------- |
| 2014-15    | JYP-Akatemia    |
| 2013-14    | JYP             |
| 2013-14    | JYP-Akatemia    |
| 2013-14    | St.Imier        |
| 2012–13    | GCK Lions       |
| 2012–13    | ZSC Lions       |
| 2012-13    | HC Thurgau      |
| 2011–12    | HC Sierre       |
| 2011–12    | SCB Elite A Jr. |
| 2011–12    | SC Bern         |

## Klubbar
- Bern96 (Moderklubb) 1997–2000
- SC Bern Jr. 2000–2010
- Battalion HockeyOHL 2010–2011
- SC Bern (NLA) 2011–2012
- HC Sierre (NLB) 2011–2012
- GCK Lions (NLB) 2012–2013
- ZSC Lions (NLA) 2012–2013